# Paw złoty
Paw złoty, paw zielony (Pavo muticus) − gatunek dużego ptaka z rodziny kurowatych (Phasianidae). Występuje w gęstych lasach południowo-wschodniej Azji. Zagrożony wyginięciem. Jego bliski krewny to paw indyjski (Pavo cristatus).

## Wygląd

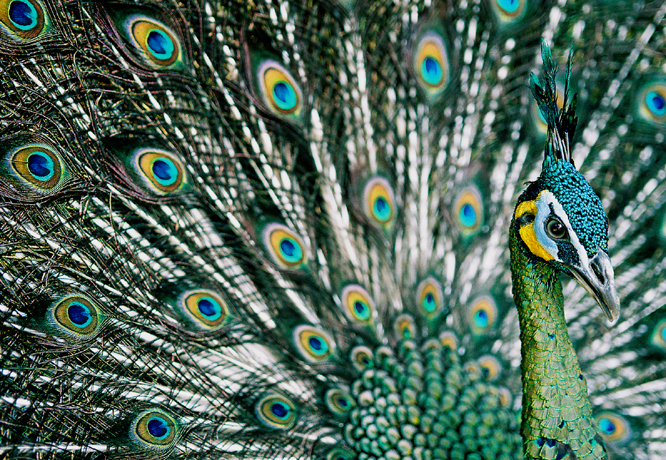
Samiec z rozłożonym ogonem

Piersi i szyja samca są barwy zielonej ze złotym połyskiem, na głowie widoczny jest czub w kształcie kłosa. Pokrywy skrzydeł są turkusowo-niebieskie z metalicznym połyskiem, grzbiet zielony z brązowym połyskiem. Samiec posiada tren składający się z ok. 200 piór. Samica podobnie ubarwiona, ale nie ma trenu.
Samiec osiąga długość 230–250 cm (z trenem), samica – 80–90 cm.

## Podgatunki
Wyróżnia się następujące podgatunki:
- P. muticus spicifer – zdecydowanie najciemniejszy, pióra pokryw skrzydeł są czarne z zielonymi obwódkami. Występuje od północno-wschodnich Indii i Bangladeszu do zachodniej Mjanmy.
- P. muticus imperator – podobny do P. muticus muticus. Występuje od wschodniej Mjanmy do Tajlandii, Indochin i południowych Chin.
- P. muticus muticus – występuje na Jawie, na Półwyspie Malajskim wymarł, w Tajlandii prawdopodobnie również. Jest najbardziej zielony w porównaniu do pozostałych podgatunków.

## Status
Międzynarodowa Unia Ochrony Przyrody (IUCN) od 2009 roku uznaje pawia złotego za gatunek zagrożony (EN – Endangered); wcześniej, od 1994 roku klasyfikowano go jako gatunek narażony (VU – Vulnerable). Liczebność populacji szacuje się na 10–20 tysięcy dorosłych osobników. Trend liczebności populacji uznawany jest za spadkowy. Główne zagrożenia dla gatunku to polowania dla mięsa i piór, wybieranie jaj i piskląt z gniazd, przekształcanie środowiska przez człowieka i związana z tym fragmentacja siedlisk oraz niepokojenie przez ludzi.